# Carnival (videogioco)
Carnival è uno sparatutto a schermata fissa per arcade sviluppato da Gremlin e pubblicato da Sega nel 1980. È il primo videogioco che presenta round bonus.
Il titolo in seguito è stato convertito da Coleco per Atari 2600, ColecoVision e Intellivision, inoltre un'edizione per Atari 8-bit uscì nel 1982 ad opera di A.N.A.L.O.G. Software, etichetta commerciale della rivista A.N.A.L.O.G.. Esiste anche una versione per l'home computer ZX Spectrum prodotta da Eclipse Software.

## Modalità di gioco
Carnival riproduce un classico chiosco col tiro alla carabina in un luna park. Si usano un joystick a due direzioni, col quale la carabina viene spostata a destra o a sinistra, e un pulsante per sparare.
In ogni livello tre file di bersagli scorrono orizzontalmente sullo schermo in direzioni alternate; questi includono animali di pezza in tre varietà diverse - conigli bianchi, anatre gialle, gufi rossi - nonché piccole scatole cubiche contenenti proiettili extra, che potranno essere dunque aggiunti ai 50 inizialmente previsti. Tutti questi bersagli sono innocui, ad eccezione delle anatre: se infatti una di esse raggiunge la fila inferiore senza dunque essere stata colpita, prenderà vita e inizierà a volare verso il fondo dello schermo, dove è possibile vedere la carabina virtuale del giocatore, che dovrà assolutamente sparare al pennuto stregato prima che venga da lui assalito, pena la perdita di dieci proiettili. Al di sopra di queste tre file, nella zona centrale, c'è una ruota che gira su sé stessa, composta da otto tubi, che dovranno essere colpiti dal giocatore al pari dei bersagli già elencati. Una volta fatta tabula rasa, il livello sarà pertanto completato. Se il giocatore esaurisce i proiettili, perderà l'unica vita che ha a disposizione: è possibile tuttavia incrementare vite se si colpiranno le cinque lettere che compongono la parola "BONUS" nel giusto ordine, ovvero dalla B iniziale alla S finale: esse appaiono di tanto in tanto nelle tre file di bersagli.
Alla fine di ogni livello il giocatore riceve punti per tutti i proiettili non utilizzati, dopodiché si cimenterà in un round bonus in cui bisogna colpire gli orsi che scorrono sullo schermo. Nel primo si ha un solo orso, nel secondo ne appariranno due, nel terzo gli orsi saranno invece tre e così via. Al contrario dei bersagli nei livelli standard, gli orsi non possono essere eliminati: il giocatore dovrà semplicemente colpirli più volte prima che essi riescano a scappare (a ogni colpo ricevuto gli orsi invertono direzione aumentando quindi progressivamente la velocità).

## Musica
Il brano arrangiato ad 8-bit presente in Carnival è Sobre las olas di Juventino Rosas, tipica musica che caratterizza le fiere.